# 诺维信

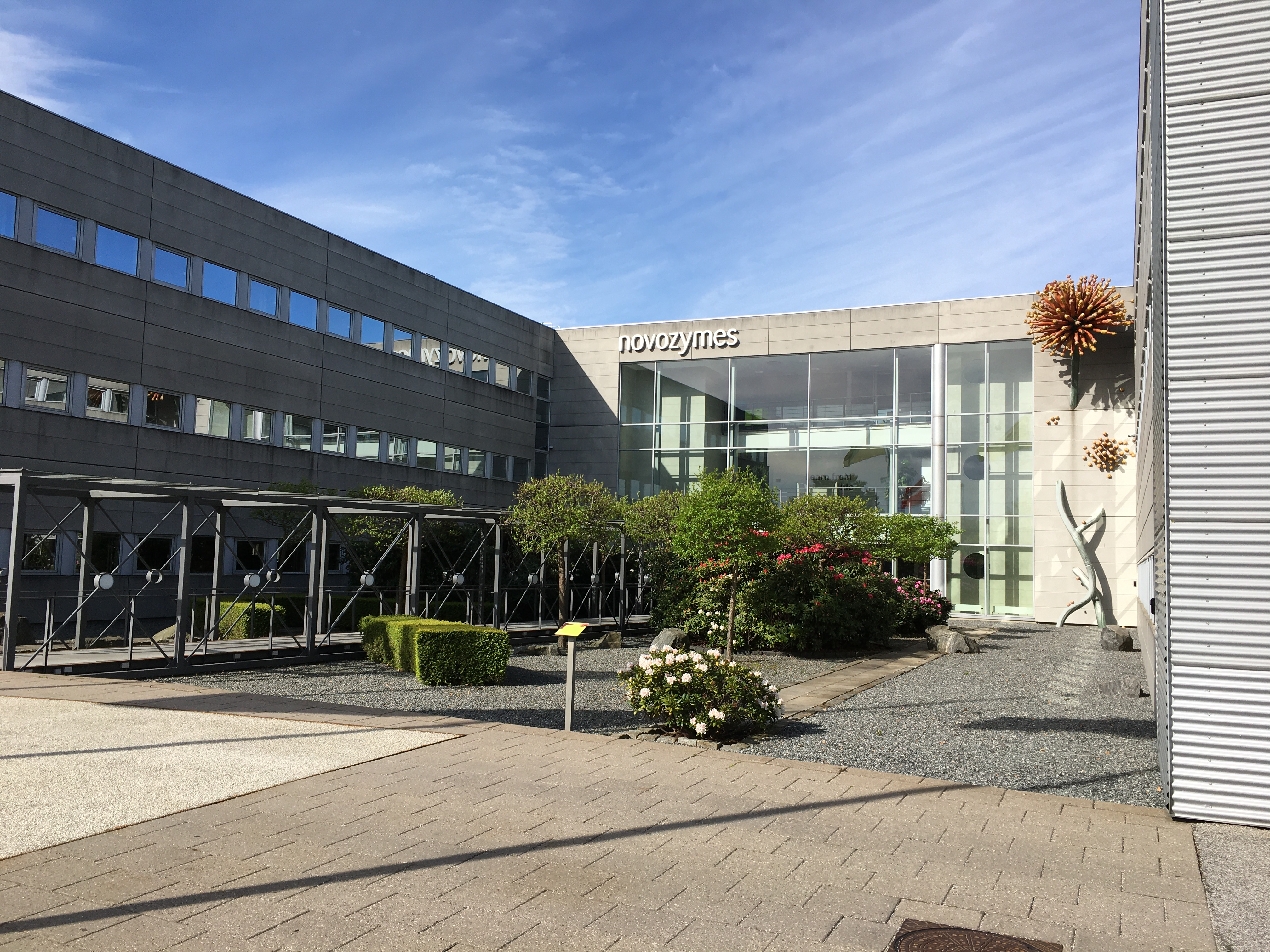
位于哥本哈根近郊Bagsværd的诺维信丹麦总部

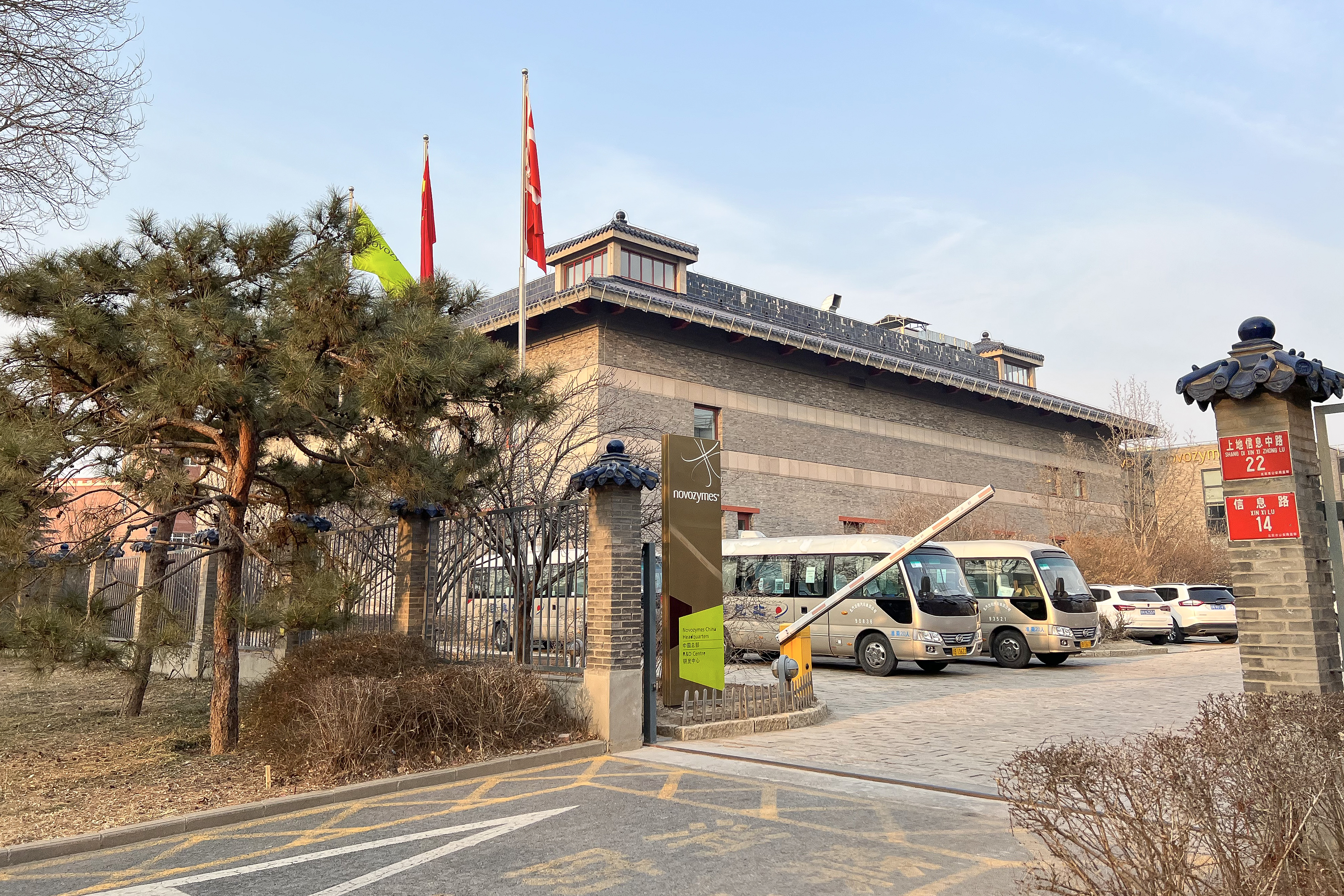
位于北京上地信息产业基地的诺维信中国分公司

诺维信（英語：Novozymes）是一家生物技术公司，总部位于丹麦。在2014年，诺维信在世界许多国家中雇有近6500名雇员，包括印度，中国，巴西，阿根廷，英国，美国，和加拿大等国。其股票的B类股在纳斯达克OMX北欧证券交易所上市。
该公司的重点是研究、开发、和生产工业酶，微生物，以及生物制药配料。截至2013年，该公司占有估计48％的全球酶市场，成为世界上最大的工业酶制剂生产商。